# Amblyderus scabridus
Amblyderus scabridus is een keversoort uit de familie snoerhalskevers (Anthicidae). De wetenschappelijke naam van de soort is voor het eerst geldig gepubliceerd in 1931 door Krekich-Strassoldo.